# 西蒙·布赫尔
西蒙·布赫尔（德語：Simon Bucher，2000年5月23日—），奥地利男子游泳运动员，2022年欧洲游泳锦标赛男子4×100米混合泳接力铜牌得主、2024年世界游泳锦标赛男子100米蝶泳银牌得主。